# Pawłów (Petite-Pologne)
Pour les articles homonymes, voir Pawłów.
Pawłów est une localité polonaise de la gmina de Bolesław, située dans le powiat de Dąbrowa en voïvodie de Petite-Pologne.